# Fabienne Raphoz
Fabienne Raphoz est une poète et éditrice née en 1961 à  Fillinges en Haute-Savoie. De 1996 à 2022, elle dirige avec Bertrand Fillaudeau, les éditions José Corti.

## Édition
Elle a accueilli aux Éditions Corti de nouveaux poètes et romanciers contemporains (Caroline Sagot Duvauroux, Denis Grozdanovitch, Tatiana Arfel,  Marc Graciano, Aurélie Foglia, Bruno Remaury, etc.) et créé trois collections :  la Collection Merveilleux (Giovan Francesco Straparole, Jacob et Wilhelm Grimm, Nicole Belmont, etc.), la « Série américaine »  (George Oppen, E.E. Cummings, Wallace Stevens, William Carlos Williams, Cole Swensen, H.D., Lorine Niedecker, etc.) et Biophilia (une collection transdiciplinaire consacrée au vivant).

## Contes
Inspirée par ses recherches sur le conte populaire de tradition orale, elle crée, pour Corti, en 1998, la collection Merveilleux, qui accueille des collectes inédites du monde entier, ainsi que des textes classiques ou contemporains qui illustrent le genre au sens large (voyages imaginaires, textes sacrés, romans, etc.). Cette collection compte une cinquantaine de titres dont les Contes pour les enfants et la maison des frères Grimm, édition intégrale, traduite et commentée par Natacha Rimasson-Fertin, Les Techniciens du sacré de Jerome Rothenberg traduits par Yves di Manno, entre autres.
Dans le cadre de ses recherches universitaires, elle a publié un essai aux éditions Métropolis, Genève, 
en 1995 : Les Femmes de Barbe-Bleue, une histoire de curieuses et édité une anthologie commentée : 
Des Belles et des Bêtes, Corti, 2003.

## Ornithologie
Ornithologue amateur, elle a publié une anthologie commentée où se croisent l'oiseau et 
le conte populaire : L'Aile bleue des contes, l'oiseau, Corti, 2009 (illustrée de 70 dessins des oiseaux cités par Ianna Andréadis) et Parce que l'oiseau, carnets d'été d'une ornithophile, collection Biophilia, Corti, 2018.

## Poésies
Dans le domaine de la création littéraire, elle a publié sept livres de poésie, tous parus aux éditions Héros-Limite (Huit poèmes, Pendant 1-62, Jeux d'oiseaux dans un ciel vide, augures 
, entièrement consacré aux oiseaux, Terre sentinelle, Blanche baleine, Ce qui reste de nous & Infini présent, l'insecte) ainsi qu'un livre d'artiste L'Évolution des formes s'étend à toute la couleur avec des dessins de Ianna Andréadis chez Franck Bordas. 

## Publications
- Les Femmes de Barbe-Bleue, une histoire de curieuses, éditions Métropolis, Genève, 1995

- Poussière du ciel : un hommage aux derniers ardoisiers des monts d’Arrée (photographies d’Alain-Claude Kerrien), Filigranes, Trézélan, 1997

- Huit poèmes, Héros-Limite, Genève, 2002

- Des Belles et des Bêtes, une anthologie de fiancés animaux, José Corti, Paris, 2003.

- Pendant 1-62 (poèmes), Héros-Limite, Genève, 2005

- L’Aile bleue des contes: l’oiseau, José Corti, Paris, 2009

- Jeux d'oiseaux dans un ciel vide, augures, Héros-Limite, Genève, 2011

- L'Évolution des formes s'étend à toute la couleur avec des dessins de Ianna Andréadis, édition de 15 exemplaires, Franck Bordas 2011

- Terre Sentinelle, Héros-Limite, Genève, 2014
- Blanche baleine, Héros-Limite, Genève, 2017
- Parce que l'oiseau, Éditions Corti, Paris, 2018
- Ce qui reste de nous, Héros-Limite, Genève, 2021
- La Saison des mousses, Éditions Corti, Paris, 2023
- Infini présent, l'insecte, Héros-Limite, Genève, 2024